# Propaganda (banda)
Propaganda és una banda de synth pop alemanya formada en 1982 que va comptar amb gran èxit en la dècada dels 80.

## Història
El grup va ser fundat en 1982 per Ralf Dörper, membre de la banda alemanya Die Krupps. Per a això va convocar a Andreas Thein i la vocalista Susanne Freytag. Més tard van incorporar al músic i compositor Michael Mertens i a la cantant Claudia Brücken. Amb aquesta formació van editar en 1984, el seu primer senzill titulat Dr. Mabuse, després de la qual cosa Andreas Thein deixaria la banda.

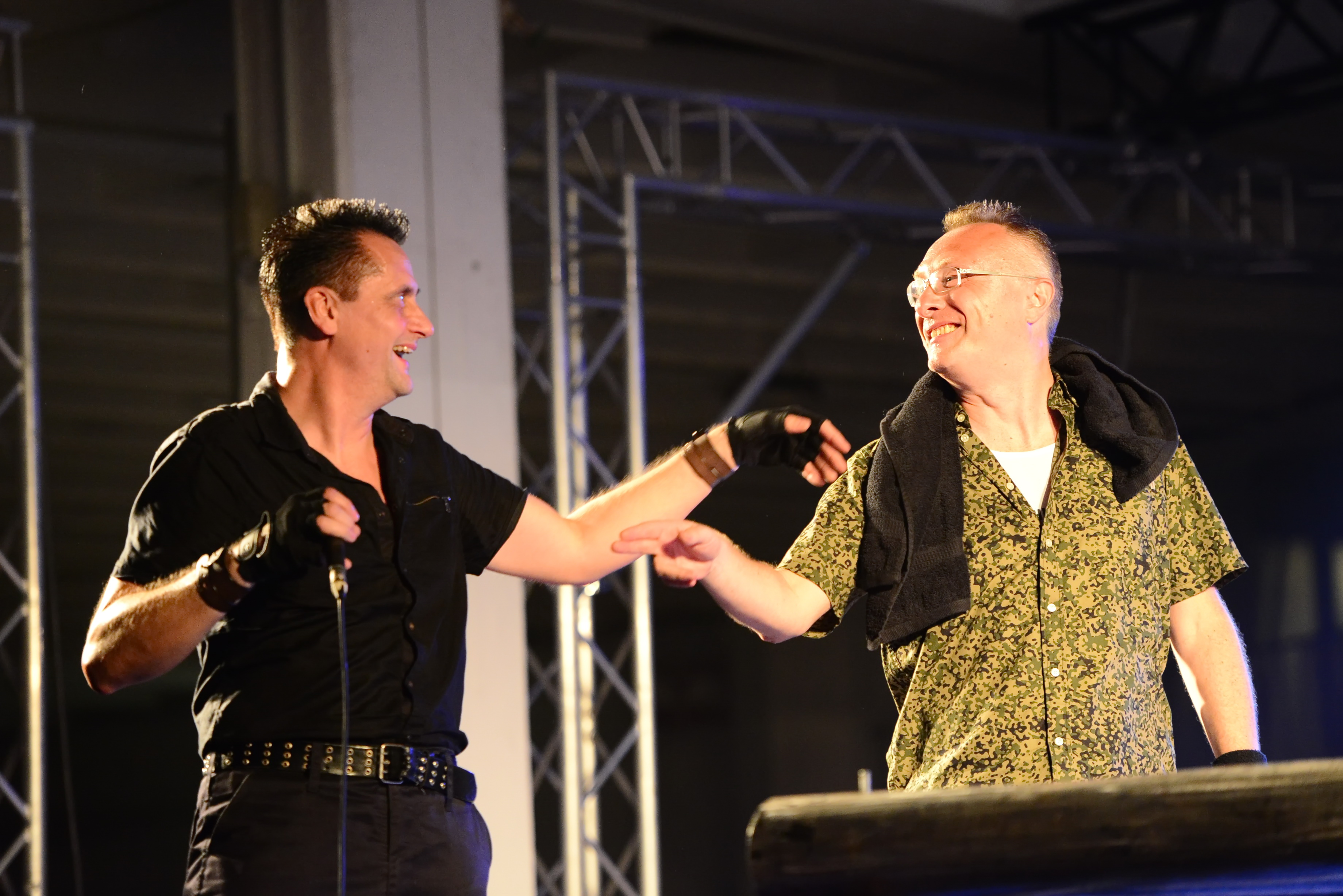
Ralf Dörper (dreta) amb Jürgen Engler en una actuació de Die Krupps (2014)

La banda va editar el seu primer àlbum en 1985 sota el títol A Secret Wish, el qual aconseguiria el lloc 16è en el rànquing britànic i tindria com a senzill més important p:Machinery que va ser un gran èxit a Europa.
En 1986, Claudia Brücken deixa la banda. Entre 1987 i 1988 Mertens, Freytag i Dörper recluten a Derek Forbes, Brian McGee i la vocalista Betsi Miller. Amb aquesta formació van començar a preparar un nou àlbum però al moment d'editar-ho Freytag i Dörper havien abandonat el grup.
La banda, ara conformada per Michael Mertens, Betsi Miller, Derek Forbes i Brian McGee, va publicar en 1990 el seu segon àlbum d'estudi, 1234, que estaria més proper a les balades que al synth pop dels començaments. El seu senzill Heaven Give Me Words va ser top 40 en el rànquing britànic, mentre que Wound in My Heart va tenir gran èxit en països com Argentina, on va ser número u en les llistes.
En 1998, Mertens, Brücken i Freytag es van reunir i van gravar diverses cançons però no van arribar a editar-les. Llavors, la banda es va dissoldre.
Al juliol de 2010, es va realitzar una edició especial amb material original i remescles vàries per celebrar el 25 aniversari del seu primer àlbum, A Secret Wish.
Andreas Thein (nascut en 1954) va morir el 30 de maig de 2013 víctima de càncer.

## Discografia

### Àlbums
- A Secret Wish (juliol de 1985). Va aconseguir el lloc 16 en la llista britànica d'àlbums (UK Albums Chart).
- Wishful Thinking (novembre de 1985). Va ser un àlbum de remescla. Va aconseguir el lloc 82 en l'esmentada llista.
- 1234 (any 1990). Va aconseguir el lloc 46 en l'anterior llista.
- A Secret Wish (Deluxe Edition) (any 2010). Va aconseguir el lloc 92 en l'anterior llista.[4]

### Recopilatoris
- Outside World (juliol de 2002).

### Senzills
- Dr. Mabuse (27/02/1984).
- Duel (07/04/1985).
- p:Machinery (29/07/1985).
- p:Machinery (Reactivated) (25/11/1985).
- Heaven Give Me Words (any 1990).
- Only One Word (any 1990).
- How Much Love (any 1990).
- Wound in My Heart (any 1991).
- p:Machinery (anniversary reissue) (any 1995).